# University of South Carolina
Die University of South Carolina (auch USC, UofSC, South Carolina oder Carolina) ist eine öffentliche Forschungsuniversität in Columbia, South Carolina. Sie gilt als die führende Einrichtung des Universitätssystems von South Carolina und ist die größte Universität des Staates gemessen an der Studierendenzahl. Der Hauptcampus der Universität erstreckt sich über 359 Acres (ca. 145 Hektar) im Stadtzentrum von Columbia, in der Nähe des South Carolina State House. Die Universität ist bekannt für ihre intensive Forschungstätigkeit und beherbergt die weltweit größte Sammlung von Werken Ernest Hemingways sowie eine umfangreiche Sammlung schottischer Literatur und Werke von Robert Burns.
UofSC wurde 1801 als South Carolina College gegründet und bietet heute mehr als 350 Studiengänge an, die zu Bachelor-, Master- und Doktorgraden führen. Diese Programme werden von 14 Fakultäten und Schulen angeboten. Das Universitätssystem hat insgesamt etwa 52.000 eingeschriebene Studierende, wovon über 35.000 auf dem Forschungscampus in Columbia studieren (Stand Herbst 2019).
Die Universität wird in der Klassifizierung der Carnegie Foundation for the Advancement of Teaching als „R1: Doctoral Universities with Highest Research Activity“ geführt. Diese Klassifikation kennzeichnet Universitäten mit der höchsten Stufe an Forschungsaktivitäten in den Vereinigten Staaten und unterstreicht die bedeutende Rolle der UofSC in der wissenschaftlichen Forschung.

## Geschichte
Die University of South Carolina, ursprünglich als South Carolina College gegründet, erlebte vor dem Bürgerkrieg eine Blütezeit, überwand nachkriegsbedingte Schwierigkeiten, wurde 1906 als Universität neu gechartert und verwandelte sich im 20. und 21. Jahrhundert in eine nationale Institution.
Gründung (1801–1809)
Am 19. Dezember 1801 wurde das South Carolina College – der Vorläufer der University of South Carolina – als Teil einer Bemühung gegründet, die Bürger South Carolina's nach der Amerikanischen Revolution zu vereinen. Die Staatsoberhäupter sahen das neue College als Mittel zur Förderung der „guten Ordnung und Harmonie“ des Staates an. Es war auch Teil der von Thomas Jefferson angestoßenen Bewegung für öffentliche Hochschulen im Süden. Die Südstaaten-Politiker Charles Cotesworth Pinckney, Henry William de Saussure und John Rutledge unterstützten die Gründung des Kollegs. 1805 wurde das erste Gebäude fertiggestellt. Sklaverei und Sklavenarbeit spielten eine grundlegende Rolle bei der Gründung und dem Aufbau der Universität von South Carolina.
Sezessionskrieg und Wiederaufbau (1855–1890)
Im Jahr 1855 zerstörte ein Feuer das Rutledge-Gebäude. 1861 traten die Studenten geschlossen in die konföderierte Armee ein. Da keine Studenten mehr da waren, musste das College 1861 schließen, die Gebäude wurden als Hospital genutzt.
Das College wurde 1866 als University of South Carolina wieder eröffnet, mit ambitionierten Plänen für eine vielfältige Universität. Richard T. Greener war zwischen 1873 und 1877 der erste Schwarze Dozent. Die University of South Carolina war die einzige staatliche Universität der Südstaaten, die während der Zeit der Reconstruction afroamerikanische Studenten aufnahm und ihnen einen Abschluss gewährte. Im Jahr 1877 schloss die Staatsregierung die Universität und eröffnete sie 1880 unter dem Namen South Carolina College of Agriculture and Mechanics als rein weiße Landwirtschaftsschule wieder.

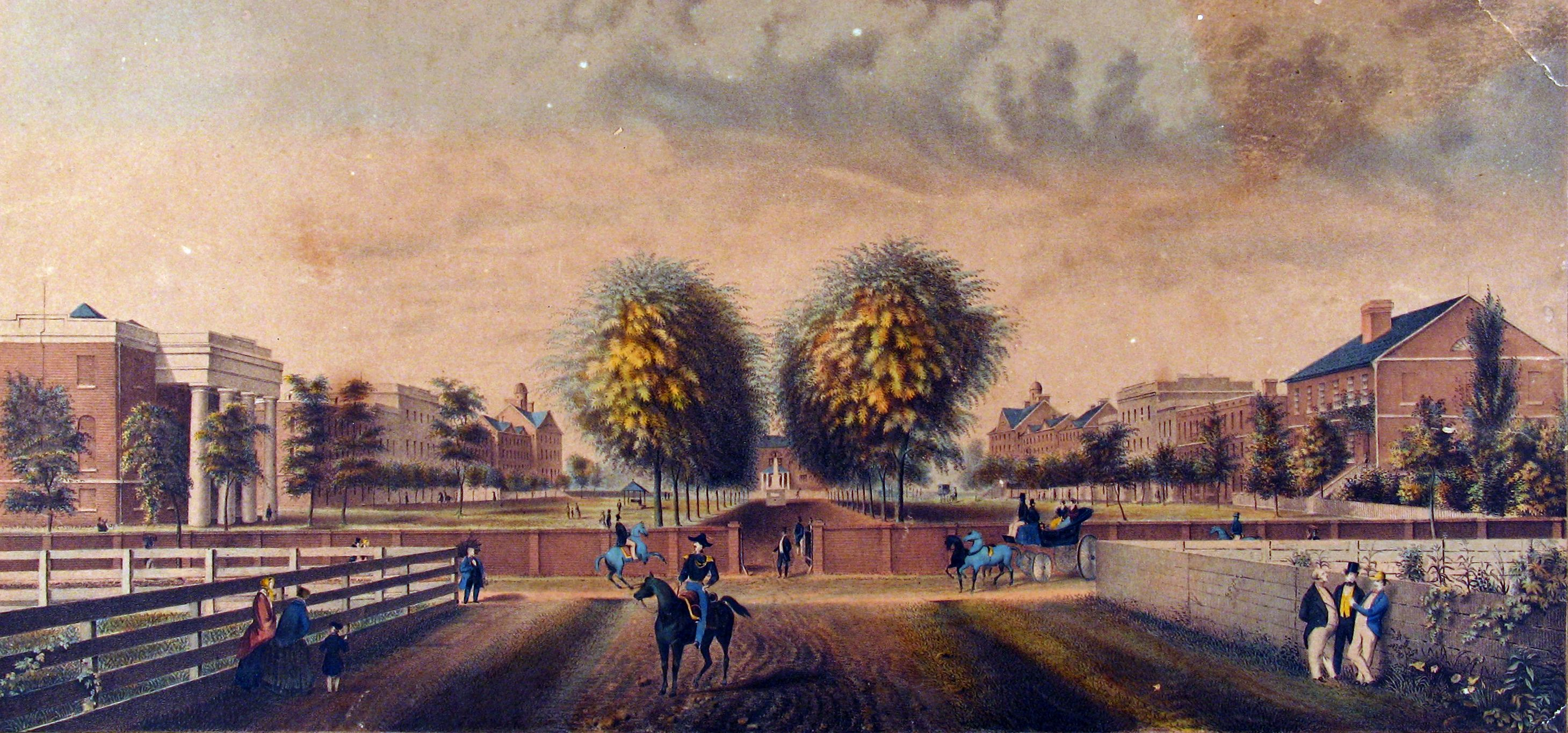
University of South Carolina 1850 (damals South Carolina College)

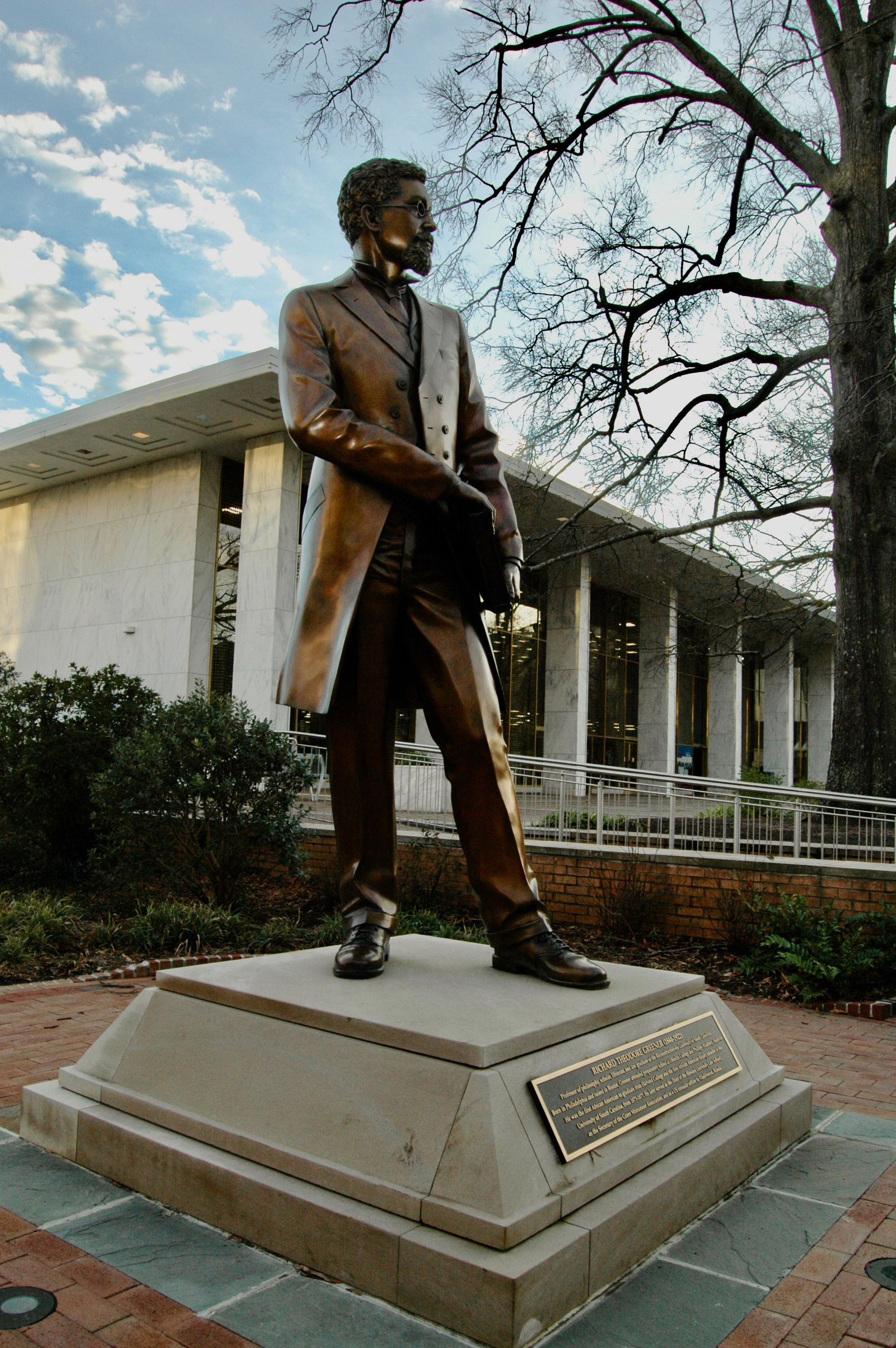
Statue von Richard T. Greener, zwischen 1873 und 1877 der erste Schwarze Dozent an der Universität

Frauenbildung und Entwicklung zur umfassenden Universität (1893–1917)
1893 verpflichtete die Landesregierung die Universität von South Carolina (seit 1906 offiziell als University of South Carolina bekannt), Frauen zum Studium zuzulassen. Die erste weibliche Studentin, Frances Guignard Gibbes, wurde am 24. September 1895 aufgenommen. 1899 wurde das erste Jahrbuch „Garnet and Black“ veröffentlicht.
1917 erhielt sie als erste staatlich unterstützte Hochschule in South Carolina die regionale Akkreditierung. Nach dem Krieg verdoppelte sich die Studentenzahl, da viele Veteranen den G.I. Bill nutzten. In den 1920er Jahren erreichte der Frauenanteil unter den Studierenden 25 %.
Expansion der Universität (1970–1999)
In den 1970er-Jahren erlebte die Universität von South Carolina ein starkes Wachstum, fokussierte sich auf Forschung und gründete 1975 die erste öffentliche Gesundheitsschule sowie 1977 das Honors College. In den 1980ern erreichten Frauen die Hälfte der Studierendenschaft, und die Universität gewann in den folgenden Jahrzehnten internationale Anerkennung.
Weitere Expansion und Forschung der Universität (2002–2013)
Zwischen 2002 und 2008 eröffnete die Universität von South Carolina die Colonial Life Arena und 2006 das Norman J. Arnold Public Health Research Center. Außerdem wurde der Innovista „Innovationsbezirk“ eingerichtet, um vier Schlüsselforschungsbereiche zu entwickeln: Biomedizin, Nanotechnologie, Umweltwissenschaft und alternative Treibstoffe.
In den Jahren 2009 bis 2012 erfolgten mehrere Verbesserungen der Sportanlagen, darunter das Founders Park Baseballstadion (2009), das Dodie Anderson Akademische Förderzentrum (2010) und 2012 das Rice Athletics Center, Gamecock Park und Tennis Center.
2013 wurde das Online-Palmetto College der Universität gegründet, um Studierenden die Möglichkeit zu bieten, Bachelor- oder Masterstudiengänge über die vier abschlussverleihenden Campusse des Systems abzuschließen.

## Fakultäten
- College of Arts and Sciences – bietet eine breite Palette von Studiengängen in Geistes-, Sozial- und Naturwissenschaften

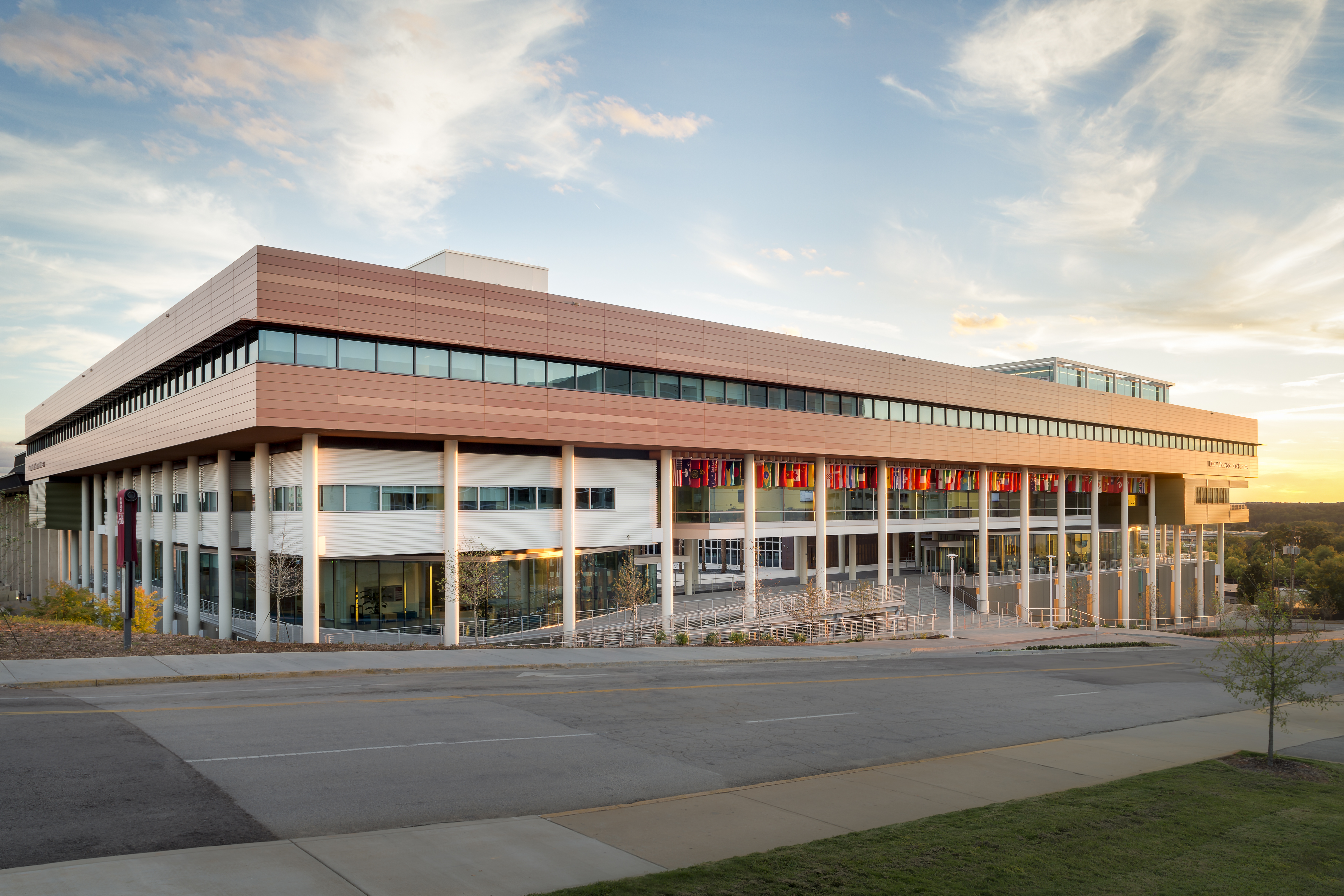
Darla Moore School of Business (2015)

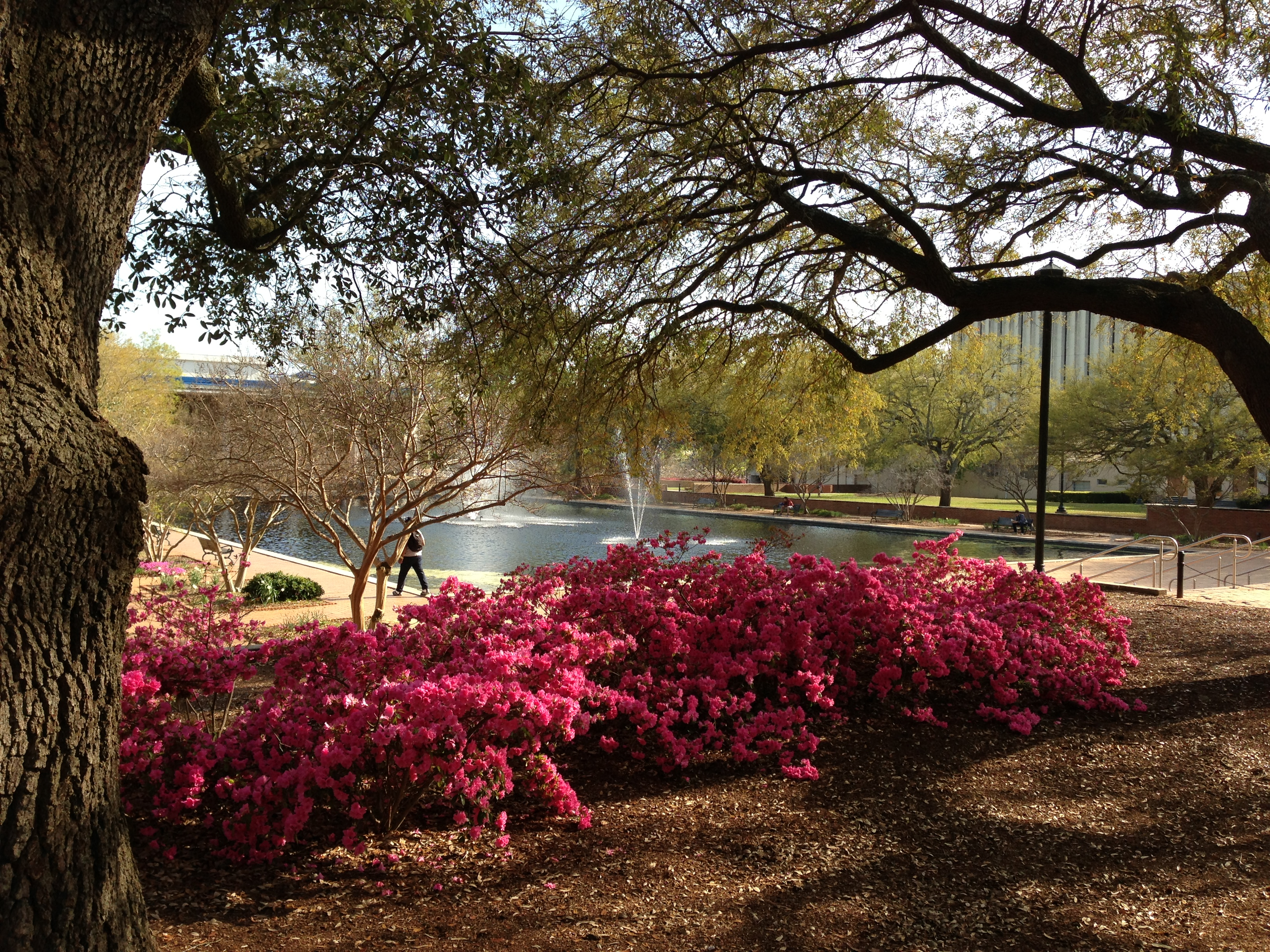
Flowers in front of the main research library at the University of South Carolina, Columbia

- Darla Moore School of Business – bekannt für Spitzenprogramme in internationalen Studiengängen der Wirtschaftswissenschaften.

- College of Education – Ausbildung von Lehrern, Beratern und Schuladministratoren

- College of Engineering and Computing – Ausbildung in verschiedenen Ingenieursdisziplinen und Informatik

- College of Hospitality, Retail and Sport Management – Fokus auf Gastgewerbe, Einzelhandel und Sportmanagement

- College of Information and Communications – Schwerpunkt auf Informationswissenschaften, Kommunikation und Medien

- College of Nursing – Ausbildung und Forschung in der Krankenpflege

- College of Pharmacy – Ausbildung und Forschung im Pharmaziebereich

- Arnold School of Public Health – gesundheitswissenschaftliche Ausbildung mit Schwerpunkt auf öffentlicher Gesundheit

- College of Social Work – Ausbildung und Forschung in Sozialarbeit

- South Carolina Honors College – bietet spezialisierte und erweiterte akademische Programme für hochbegabte Studenten

- School of Medicine Columbia – medizinische Ausbildung und Forschung mit Schwerpunkt auf primärer Gesundheitsversorgung

- School of Medicine Greenville – medizinische Ausbildung mit einem innovativen lehrplanbasierten Ansatz

- School of Music – umfassende Musikbildung in verschiedenen musikalischen Disziplinen

- School of Law – juristische Ausbildung und Forschung mit verschiedenen Spezialisierungsmöglichkeiten

University of South Carolina Gamecocks

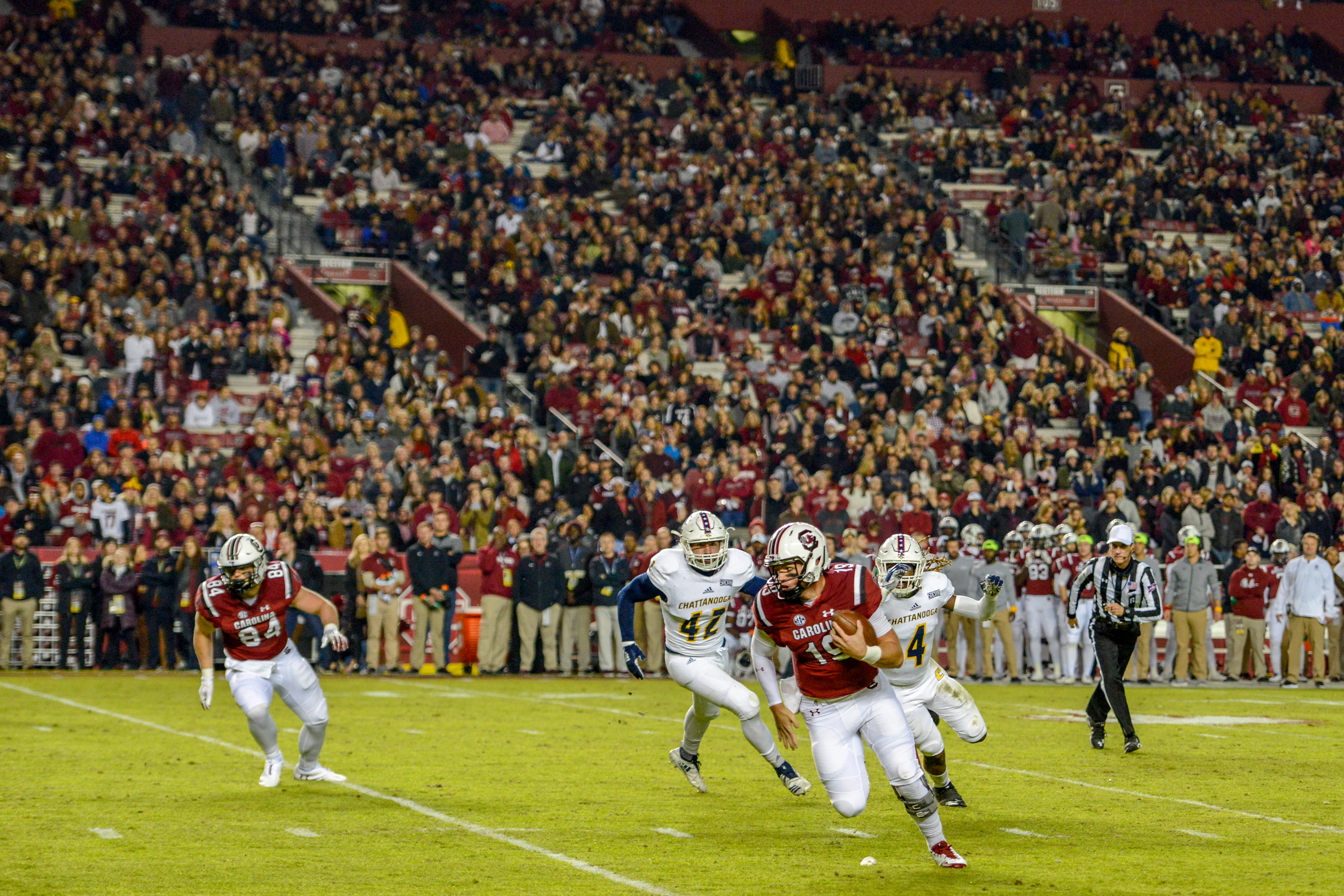
University of South Carolina Military Appreciation Game (2018)

## Sport
Die Sportteams der USC sind die Gamecocks. Die Hochschule ist Mitglied der Southeastern Conference (SEC). Die College-Footballmannschaft trägt ihre Heimspiele im Williams-Brice Stadium aus. Die Basketballer nutzen die Colonial Life Arena als Spielstätte. Die Fußballmannschaft der Männer nimmt an der Sun Belt Conference teil, da die SEC Fußball nur für Frauen sponsert.

## Berühmte Studenten
- Stanley Donen, Regisseur
- Jasper Johns (* 1930) studierte hier von Herbst 1947 bis Dezember 1948[16]
- John Hugh Means, Politiker und Plantagenbesitzer
- Sidney Rice (* 1986) – Footballspieler, spielte 2005–2006 für die Gamecocks[17]
- Joshua John Ward, Sklavenhalter und Politiker
- A'ja Wilson (* 1996), Basketballspielerin, spielte 2014–2018 für die Gamecocks

an der University of South Carolina abgeschlossen:
- Susan Abulhawa (* 1970) – Schriftstellerin und Aktivistin, Master in Neurologie

- Dutch Elston (1918–1989) – Footballspieler, graduierte 1942[18]
- Lindsey Graham (* 1955) – Senator für South Carolina, erhielt 1977 den Bachelor in Psychologie und 1981 den Juris Doctor[19]
- Nancy Glenn Griesinger (* 1965) – Mathematikerin und Hochschullehrerin, Bachelor of Science in Mathematik und 1995 zweiten Bachelor-Abschluss in Statistik,  promovierte 2002 als erste Afroamerikanerin an der Rice University
- Sterling Sharpe (* 1965) – Footballspieler, graduierte 1987 im Fach interdisciplinary studies[20][21]

## Belege
1. ↑  "https://www.sc.edu/about/our_history/university_history/timeline/index.php"
2. ↑  "https://www.sc.edu/uofsc/posts/2021/10/2020_2021_endowment_growth.php"
3. ↑  After 2,000-piece acquisition, USC now has world's largest Hemingway collection. Abgerufen am 9. Januar 2024 (amerikanisches Englisch).
4. ↑  University of South Carolina-Columbia. Abgerufen am 9. Januar 2024 (amerikanisches Englisch).
5. ↑  University of South Carolina-Columbia. Abgerufen am 9. Januar 2024 (amerikanisches Englisch).
6. ↑  Timeline - University History | University of South Carolina. Abgerufen am 9. Januar 2024.
7. ↑  Webpage USC, Englisch
8. ↑  South Carolina College und Sklaverei (Englisch)
9. ↑  Slavery at South Carolina College, 1801–1865/
10. ↑  Timeline - University History | University of South Carolina. Abgerufen am 9. Januar 2024.
11. ↑  Timeline - University History | University of South Carolina. Abgerufen am 9. Januar 2024.
12. ↑  Edwin L. (Edwin Luther) Green: A history of the University of South Carolina. Columbia, S.C., The State Co., 1916 (archive.org [abgerufen am 9. Januar 2024]).
13. ↑  Timeline - University History | University of South Carolina. Abgerufen am 9. Januar 2024.
14. ↑  Timeline - University History | University of South Carolina. Abgerufen am 9. Januar 2024.
15. ↑  Timeline - University History | University of South Carolina. Abgerufen am 9. Januar 2024.
16. ↑  Jasper Johns Biography
17. ↑  Brian Hand: Sidney Rice Spurs and Feathers, 16 Oct 2006
18. ↑  Former S.F. 49er Named Coach at Marin Catholic High, Artikel im Daily Independent Journal (San Rafael, CA, USA) vom 9. August 1952 S. 5, abgerufen via Newspapers.com am 11. August 2022.
19. ↑  Lindsey Graham, Britannica
20. ↑  Sterling Sharpe, Sports Reference
21. ↑  Poch de la Rosa: Sterling Sharpe, Pro Football History

Koordinaten: 33° 59′ 51″ N, 81° 1′ 31″ W